# اوتوری کیسوکه
اوتوری کیسوکه (به انگلیسی: Ōtori Keisuke)؛ زاده ۱۴ آوریل ۱۸۳۳ درگذشته ۱۵ ژوئن ۱۹۱۱) یک رهبر نظامی و دیپلمات اهل ژاپن بود.